# Titanoboa
 Titanoboa  ist der Name einer ausgestorbenen Gattung der Boas (Boidae) aus dem Paläozän von Südamerika. Die einzige der Gattung zugeordnete Art ist die Typusart T. cerrejonensis. Sie ist neben der 2024 beschriebenen indischen Vasuki die längste bekannte Schlange der Erdgeschichte.

## Beschreibung
Titanoboa wurde 2009 auf der Basis einer Reihe von Rückenwirbeln aus der Cerrejón-Kohlenmine (Cerrejón-Formation) im Departamento de La Guajira im Nordosten Kolumbiens wissenschaftlich beschrieben. Der Fund bestand aus einem fast vollständigen Rückenwirbel sowie insgesamt 184 weiteren Wirbeln und Rippenknochen von insgesamt 28 Individuen. Es handelt sich um die größten bekannten Schlangenwirbel aller bekannten fossilen und rezenten Arten. Auf der Basis dieses Fundes wurde für die Art eine Gesamtlänge von etwa 13 Metern und ein Gewicht von 1.135 kg angenommen. Damit war Titanoboa zum Zeitpunkt der Beschreibung die größte bekannte Schlangenart.
In der Lebensweise ähnelte Titanoboa wahrscheinlich der heute in Südamerika lebenden Anakonda (Eunectes murinus).

## Titanoboaals Klimazeiger
Bei den poikilothermen oder wechselwarmen Tierarten, zu denen auch die Schlangen gehören, besteht ein direkter Zusammenhang zwischen der maximalen Körpergröße und der Temperatur der Umgebung. Große Arten benötigen besonders hohe Umgebungstemperaturen, um eine Stoffwechselrate für ein entsprechendes Wachstum zu besitzen. Aufgrund der geschätzten Körperlänge von 13 Metern wird eine durchschnittliche Jahrestemperatur von 30 bis 35 °C für den Lebensraum der Schlange angenommen. Damit stellt die Schlange einen Indikator für deutlich höhere Temperaturen der neotropischen Region dar als bisher angenommen.

## Etymologie
Der Gattungsname Titanoboa leitet sich von den Titanen, riesigen Prä-Gottheiten der griechischen Mythologie, und „Boa“ als Typusgattung der Boaschlangen ab. Der Artname T. cerrejonensis wird von der Cerrejón-Mine als Fundort abgeleitet, der Name bedeutet also „Riesen-Boa von Cerrejón“.

## Dokumentarfilme
- Giganten der Urzeit: Riesenschlange und Mega-Nashorn. French Connection Films 2018, Copyright der Synchronfassung ZDF 2019. Ein Film von Eric Ellena und Paul-Aurélien Combre. Unter Mitwirkung von Dr. Alexander Hastings, Dr. Jonathan Bloch, Dr. Jesus Rivas und Brian Eisele. zdfinfo. (Minute 0:45 bis 17:30).